# گریت ویچینگهم
گریت ویچینگهم (به انگلیسی: Great Witchingham) یک روستا و محله مدنی در بریتانیا است که در Broadland واقع شده‌است. گریت ویچینگهم ۹٫۱۲ کیلومتر مربع مساحت و ۴۹۶ نفر جمعیت دارد.